# Party (canção de Beyoncé)
"Party" é uma canção  de artista norte-americana Beyoncé Knowles do seu quarto álbum de estúdio, 4 (2011). A canção foi composta por Kanye West, Jeff Bhasker, Beyoncé Knowles , Lauren André Benjamin, Mills Dexter, Douglas Davis e Ricky Walters. A versão do álbum, com a participação de americano rapper André 3000, foi lançado como terceiro single urbano do álbum nos Estados Unidos em 30 de agosto de 2011, enquanto "Countdown" foi lançada como o terceiro single mainstream nos EUA e o terceiro single oficial do 4, em 4 de outubro de 2011. O remix, com o rapper americano J. Cole, foi lançado mundialmente como um download digital em 24 de outubro de 2011.
A música tem um médio andamento de R&B, "Party" exibe os elementos de funk e soul music do final dos anos 1980, e amostras do clássico de 1985, "La Di Da Di". Construído em um retro batida de 808 e um estilo suave de Groove dos anos 1980, instrumentação da canção consiste essencialmente em sintetizadores, com tons de teclado e tambores. Liricamente, "Party" encontra Beyoncé como a protagonista feminina na vontade de um amor, assim como referência para uma reunião para duas pessoas. Os versos de André 3000 foram substituídos pelos de J. Cole no remix oficial da música; todos os outros elementos do remix são idênticos ao original.
"Party" foi bem recebido pelos críticos de música, que elogiaram o versículo de André 3000. Os críticos também elogiaram a assertividade, assim como a sensualidade como Beyoncé canta, e elogiou a produção de Kanye West. Após o lançamento do 4, a canção alcançou o número 19 no Gaon International Singles Chart. Ele estreou no Hot R&B/Hip-Hop Songs nos Estados Unidos antes de seu lançamento, tendo um pico no número cinco, e no número 75 no Billboard Hot 100.
O videoclipe para "Party" foi filmado em Nova Jersey e foi dirigido por Beyoncé. J. Cole substituiu André 3000 no clipe que leva os espectadores de volta para uma festa no quintal da velha escola cheia de biquínis coloridos, danças freestyle e as aparições, de sua irmã Solange Knowles e a ex-Destiny's Child Kelly Rowland. Críticos Muisic geral elogiou o visual retro-temático, ainda elogiando o fato de que ela prova que ela pode trazer um partido sem coreografia elaborada, de alta moda ou elementos cinematográficos. A canção faz parte do set list do concerto 4 Intimate Nights with Beyoncé, realizada no Roseland Ballroom, em Nova Iorque em agosto de 2011.

## Antecedentes e gravação
Após o lançamento do seu terceiro trabalho de estúdio, I Am... Sasha Fierce (2008), e uma digressão mundial no ano seguinte, Knowles decidiu fazer um hiato na sua carreira em 2010 "para viver a vida [e] ganhar paixao por novas coisas". Durante este tempo, ela "matou" o alter-ego Sasha Fierce, afirmando que sentira já poder fundir as suas duas personalidades. O primeiro passo profissional foi romper todo o tipo de ligação profissional com o seu pai e também empresário, Mathew Knowles, que tomou conta da sua carreira desde o início das Destiny's Child. A cantora revelou que esta decisão a fez sentir-se vulnerável. Em uma entrevista com o jornalista Gabriel Alvarez, da revista Complex, Knowles expressou um descontentamento pelas canções que eram tocadas nas estações de rádio urban contemporary, revelando que tencionava alterar o seu estatuto musical com um novo álbum de estúdio, comentando: "Descobrir uma maneira de trazer de volta o R&B às estações de rádio é um desafio. Com 4, eu tentei misturar o R&B dos anos 1970 e 90 com o rock 'n' roll e um monte de trompetas de modo a criar algo novo e excitante. Eu queria mudanças musicais, pontes, vibrata, instrumentação ao vivo e composição clássica." Na sua página online, a artista escreveu: "O álbum é definitivamente uma evolução. É mais arojado que as obras nos meus álbuns anteriores porque eu estou mais arrojada. Quanto mais madura me vou tornando e por quantas mais experiências de vida vou tendo, mais tenho sobre o que falar. Eu realmente me foquei para que as canções fossem clássicas, canções que fossem durar, canções que eu pudesse cantar quando atingir os 40 anos [de idade] ou 60." Knowles revelou também que procurou fazer mais músicas artísticas ao invés de obras comerciais. Embora grande parte da inspiração para 4 tenha vindo de "estar em digressão, viagens, assistindo bandas de rock e ir a festivais", a direcção musical inicial para o álbum foi influenciada pelo músico nigeriano Fela Kuti, cuja paixão pela música motivou Knowles. Inclusive, ela trabalhou com a banda de Fela!, um musical da Broadway baseada na vida do artista.
"Party" foi a primeira canção na qual Knowles trabalhou para o seu quarto trabalho de estúdio, intitulado 4 (2011). Em Maio de 2010, Jordan Young, mais conhecido pelo nome artístico DJ Swivel, começou a trabalhar com a cantora no Rock The Mic Studio, de propriedade do seu esposo Jay-Z, na Cidade de Nova Iorque. Inicialmente, eles gravaram as primeiras partes de "Party" de modo a verem como um produto de um trabalho entre os dois iria soar. Young foi introduzido à Knowles por Omar Grant, que naquele momento era um executivo de A&R da editora discográfica Epic Records e costumava trabalhar com as Destiny's Child. A artista ficou maravilhada pelo trabalho do produtor e o elogiou por ser um "engenheiro [acústico] ágil". Então, seis meses depois, Knowles decidiu dar-lhe a oportunidade de trabalhar com ela em todo o processo de produção e gravação do seu novo álbum. Ao ser entrevistado sobre a sua relação profissional com a intérprete, Swivel comentou: "Não havia nenhum 'Nós vamos fazer isto hoje'. Era mesmo um tipo de projecto aberto, no qual qualquer coisa que ela sentisse vontade de gravar naquele momento era algo no qual havíamos trabalhado [juntos]. Foi baseado em como ela se sentia, o seu humor, e também o que ela ouviu nas demos que os compositores nos davam." Com Swivel, Knowles experimentou trompetes, baterias, guitarras e instrumentos de percussão. Sentindo-se fortemente inspirado pela sessões com a banda de Fela!, Swivel começou a formular batidas usando trabalhos deles e alguns do musical. Aquando disto, o projecto acabou sendo movido para o KMA Studios por uma semana e meia pois o estúdio Roc the Mic não era grande o suficiente. Foi lá onde teve início a gravação de outras faixas do disco — incluindo "I Care", "Best Thing I Never Had" e "Rather Die Young" — e "Party" foi finalizada. O MSR Studios foi o último localizado em Nova Iorque usado para gravações de material para 4, e também onde grande parte do projecto foi gravado; apenas "Party e "I Was Here" foram inteiramente gravadas em outros estúdios. No MSR Studios, Knowles acentuou o efeito do uso e instrumentação ao vivo em temas como "I Care" e "End of Time". Consequentemente, a maioria dos instrumentos, incluindo a bateria, teclado, guitarra e o baixo foram gravados lá e tocados por Shea Taylor e Jeff Bhasker, que é um dos compositores de "Party".
Um tempo após isso, ela revelou a Alvarez que estava muito feliz e desejosa de trabalhar com o cantor Kanye West, que mais tarde acabou ficando a cargo da produção e arranjos de "Party". A cantora explicou que escolheu West pois ficou impressionada com o seu trabalho no álbum My Beautiful Dark Twisted Fantasy (2010), principalmente na canção "Runaway" (2010), que a fez chorar um rio de lágrimas na primeira vez que a ouviu: "O facto de ele estar a berrar a sua dor, o seu tumulto, e a sua raiva, sem alguma letra pré-escrita, foi muito comovente. Ele canta sobre o que sente no seu coração por cinco minutos. Ele está tão vulnerável. Eu adoro quando um artista consegue ser tão honesto assim." A 25 de Maio de 2011, foi revelado pela revista electrónica Rap-Up que o rapper norte-americano André 3000, que havia diminuído o seu número de aparições em trabalhos musicais há alguns anos, iria fazer uma participação na quinta faixa do alinhamento do quarto álbum de estúdio de Knowles. Esta acabou sendo a única colaboração do disco, segundo a edição final do alinhamento de faixas da versão padrão do mesmo. O verso de rap cantado por André 3000 na canção foi gravado em um estúdio localizado no estado da Geórgia. A 4 de Junho seguinte, foi revelado que "Party" continha uma amostra do tema "La Di Da Di" (1985), interpretado por Doug E. Fresh e a Get Fresh Crew com participação de MC Ricky D e composto por Fresh e Ricky Walters. A versão original da faixa contém as letras "La di da di, we like to party", que foram inclusas em "Party" pelos seus compositores.

## Lançamento eremix
A 6 de Junho de 2011, "Party", bem como o resto do conteúdo de 4, foi divulgado ilegalmente na internet, três semanas antes da data de lançamento, que estava agendada para 28 de Junho. Ao falar sobre a sua colaboração com Knowles, André 3000 afirmou: "Sempre achei que Beyoncé era uma das melhores artistas da nossa geração, então colaborar com ela foi uma honra e um prazer." A canção foi enviada às principais estações de rádio urban contemporary pela distribuidora fonográfica Columbia Records a 30 de Agosto de 2011.
Foi reportado a 8 de Outubro de 2011 que o rapper norte-americano J. Cole iria fazer uma participação no remix oficial para "Party". Esta nova versão estreou a 21 de Outubro de 2011, data coincidente com o lançamento da sua capa pela Columbia Records. A sua disponibilização em formato digital aconteceu três dias depois, tendo sido divulgado como uma versão alternativa do terceiro single de 4 nos Estados Unidos e alguns mercados musicais europeus. Além disso, foi disponibilizado para vendas em formato físico na Oceânia e na Alemanha. Durante uma entrevista para o programa Rise & Grind Morning Show, da estação de rádio WWKX, o artista revelou que originalmente, era suposto ele ter aparecido na versão do álbum, contudo, Knowles, mais tarde, o procurou quando se sentiu preparada para lançar "Party" como um single. O verso de Cole, que substitui o de André 3000 na faixa, é consideravelmente mais curto, algo que foi explicado pelo cantor, que descreveu a sua experiência de trabalho com Knowles como "inesquecível":
"Você sabe quantos versos eu escrevi para aquela canção!? Eu fiz uma versão daquilo antes do álbum dela sequer ter sido lançado. Eu compus duas estrofes. Eu também amo estas estrofes, mas elas acabaram indo para a estrofe do André, e André arrasou nelas. [...] Então [Beyoncé] entrou em contacto comigo, e ela queria produzir o remix. Eu escrevi mais duas estrofes. Deste segundo conjunto de estrofes que escrevi, ela escolheu a primeira estrofe. Mas a minha segunda estrofe, eu só tenho que dizer para que conste... era muito longa. Eu acho que ela estava à procura de algo mais curto e mais directo ao ponto. [...] É uma bênção poder sequer trabalhar com [Beyoncé]. Eu estava a fazer-me de rapper defensivo, tipo 'yo, man'. Quando você segue os 3000 passos de André, espera-se que você realmente vá com tudo. O facto de sequer poder estar nesta canção com ela e gravar o vídeo com ela e apenas poder estar na sua presença. Ela é uma artista muito trabalhadora, incrível. Eu jamais esquecerei o dia no qual gravamos o vídeo. Eu jamais esquecerei poder estar naquela canção e, esperançosamente, tenhamos mais [canções] daqui para frente..."
Embora Cole tenha declarado ter escrito as letras cantadas por si, e também o verso de rap cantado por André 3000, ele não foi creditado como compositor da faixa.

## Estrutura musical e conteúdo
"Party" é uma canção composta por Kanye West, Jeff Bhasker, Beyoncé Knowles e Dexter R. Mills. Musicalmente, ela é um tema de R&B de ritmo moderado que incorpora elementos dos géneros funk e soul. Foi composta na tonalidade de Si bemol maior e definida no compasso de tempo comum, seguindo a sequência harmónica de Dó menor7 — Ré menor7 — Fá♯7 — Sol♯9 — Dó menor7 — Ré menor7. Segundo David Amidon, do blogue PopMatters, a sonoridade da canção é "grandemente reminiscente à divas teatrais dos anos 1980". A instrumentação de "Party" consiste em sintetizadores lentos, tons de teclado e

## Crítica profissional
Andrew Martin, escrevendo para a revista Prefix, elogiou o remix de "Party", afirmando: "[O remix] é bem capaz de substituir a participação tipicamente fantástica de André 3000 com uma de J. Cole, mas hey, qualquer um consegue soar bem por cima desta batida. E não apenas isso, mas os vocais de Cole, embora breves, são um complemento bem-vindo." Fazendo referência ao vídeo da canção, a resenhista Erin Strecker, da revista electrónica Entertainment Weekly comentou: "Eu assumo que tenha sido filmado no meio do verão, que é o tempo no qual isto deveria ter sido lançado. Lançar esta faixa no fim de Outubro parece ser uma escolha anormal, visto que o vídeo inclui um grelhador e uma festa na piscina em um parque de rulotes que teria brilhado no meio de Julho." O remix recebeu uma nomeação na categoria "Melhor Colaboração" na cerimónia dos BET Awards de 2012.

## Vídeo musical

### Produção e lançamento
Tal como reportado pelo portal britânico Rap-Up, o vídeo musical para "Party" foi filmado no Oakdale Mobile Home Park no Município de South Brunswick, Nova Jérsia, a 2 de Agosto de 2011 sob direcção artística de Knowles e Alan Ferguson. A filmagem do vídeo precisou de variadas roupas da moda, um muscle car vermelho e dançarinos vestidos com roupas coloridas. Solange Knowles, irmã mais nova de Beyoncé, e Kelly Rowland, antiga colega de banda e amiga de longa data, fizeram participações em momentos diferentes no vídeo. "Eu apenas faço uma aparição. Nós simplesmente nos divertimos bastante [...] Enquanto gravávamos o vídeo, notámos que estávamos [Rowland e Beyoncé] a fazer certas brincadeiras que fazíamos quando éramos crianças. Sentimo-nos um pouco parvinhas por um instante, então parámos. Mas nós nos divertimos muito," comentou Rowland em entrevista à revista NeonLimelight. O modelo albino norte-americano Shaun Ross também faz uma aparição no vídeo.
A versão de "Party" escolhida para o vídeo foi o remix com J. Cole, que gravou as suas cenas a 7 de Outubro. Knowles também voltou ao cenário do vídeo para que pudesse gravar mais cenas com o rapper. André 3000 não participa no vídeo. Um trecho de 32 segundos do vídeo foi transmitido no programa de televisão 106 & Park a 24 de Outubro. Este clipe, que apresenta um tema retro, mostrou Knowles a dar uma festa no quintal com os seus amigos. Um monte de raparigas, incluindo a rapper Dai Burger, estavam de baixo do sol e festejando na piscina enquanto Solange misturava o fonógrafo. Cole apareceu no vídeo com o seu Bugatti azul de modo a se enquadrar nas festividades da velha guarda. Embora fosse reportado que o vídeo musical finalizado iria estrear a 25 de Outubro de 2011, ele fez a sua estreia no dia seguinte no 106 & Park, bem como na conta do portal Vevo de Knowles. Embora "Party" tenha sido lançada como o terceiro single de 4, o seu vídeo musical foi o sexto a ser divulgado do álbum.
A 22 de Novembro de 2011, as imagens de por-trás-das-cenas do vídeo foram publicadas online. Nessas imagens, a estilista da cantora revelou que a inspiração para o vídeo era "[gente] reles que vive em rulotes, [pessoas do] gueto fabulosas, exterior, [e] ousado." Nessas imagens, Knowles afirmou: "Eu gosto deste vídeo. Não tem coreografia, nenhuma pressão. Tudo que tenho que fazer é curtir e passar um bom tempo." Ela também revelou que o vídeo tem a intenção de reflectir a sua infância simples, adicionando: "Enquanto crescia, tive pais fantásticos e tive uma infância fantástica. Nós passámos de viver em casas simples a apartamentos com as nossas luzes a serem cortadas. Não importava onde estivéssemos 'porque tínhamos amor e nos divertíamos tanto'. É óptimo quando não temos tanto quanto improvisámos, e nos divertimos mais."

## Outras versões
A 11 de Outubro de 2011, a cantora e compositora inglesa Eliza Doolittle publicou um vídeo de si mesma a cantar "Party" na sua página online oficial, tendo compartilhado para as suas principais redes sociais. Em Janeiro de 2012, o rapper norte-americano Common fez um freestyle de rap por cima do instrumental da canção, adicionando os versos "We can put it all together/ You know the weather/ Me and Jasmine we can find forever". No mês seguinte, a banda norte-americana Chairlift e Kool A.D. fizeram uma versão cover do tema no segmento Like a Version da estação de rádio australiana Triple J.

## Desempenho nas tabelas musicais
Antes mesmo de ter sido comercialmente lançada como um single, a versão do álbum de "Party" estreou no número 29 da tabela de singles internacionais da Coreia do Sul na semana que terminou a 2 de Julho de 2011, registando 17 460 exemplares comercializados em lojas digitais naquele território. Na semana seguinte, vendeu 17 995 exemplares, o que permitiu a canção subir para o décimo nono posto, que foi a sua posição mais alta. A versão do álbum também estreou no número 90 da tabela musical norte-americana Hot R&B/Hip-Hop Songs na semana de 21 de Julho de 2011. Na semana seguinte, "Party" ascendeu para o número 72, e na semana após esta, alcancou a posição 57. Na semana de 10 de Setembro de 2011, "Party" saltou do número 55 para o 50 nessa tabela. Na semana que terminou a 1 de Outubro de 2011, foi reportado que "Party" havia sido adicionada a 31 estações de rádio urban contemporary nos Estados Unidos. Como consequência, ela foi a canção reproduzida nessas estações de rádio norte-americanas, ganhando 517 spins em sete dias, segundo os dados publicados pela tabela de airplay de urban contemporary da Nielsen Broadcast Data Systems (BDS) para a semana de 8 de Outubro de 2011. Subsequentemente, a canção foi a que mais mostrou aumento no número de reproduções em estações de rádio na Hot R&B/Hip-Hop Songs, tendo saído do número 33 para o 20. Na semana seguinte, estreou na posição 71 da tabela Radio Songs e subiu para o décimo sexto posto da Hot R&B/Hip-Hop Songs.
Na semana que terminou a 1 de Outubro, a versão do álbum de "Party" estreou no posto 25 da tabela Bubbling Under Hot 100 Singles. Passadas duas semanas, ascendeu do décimo primeiro posto para o quarto, até que finalmente conseguiu entrar na Billboard Hot 100 na semana que terminou a 22 de Outubro, na qual também subiu para a nona posição da Hot R&B/Hip-Hop Songs, sendo mais uma vez a canção que mais mostrou aumento no número de reproduções em estações de rádio. Na Billboard Hot 100, "Party" subiu para o número 87, enquanto subia para a sétima colocação da Hot R&B/Hip-Hop Songs, segundo os dados publicados a 29 de Outubro, semana na qual foi reportado pela BDS que o tema foi o mais tocado em estações de rádio urban contemporary, ganhando 464 spins em sete dias. Na semana de 5 de Novembro, avançou para o quinto posto da Hot R&B/Hip-Hop Songs e para a posição 75 da Billboard Hot 100. Na semana seguinte, saltou dezoito posições, indo aterrar no número 57 da Hot 100. Na semana de 26 de Novembro, "Party" havia atingido o seu pico no número 54 na Hot 100 e na segunda posição da Hot R&B/Hip-Hop Songs, que foi mantida por cinco semanas consecutivas, na primeira das quais foi a canção mais reproduzida em estações de rádio urban contemporary, conseguindo registar 4 862 spins, que se converteram em 31 288 milhões de reproduções. Na Hot 100, "Party" alcançou mais tarde o seu pico na quinquagésima posição. Em 2011, foi a sexagésima canção mais bem sucedida da Hot R&B/Hip-Hop Songs, enquanto que no ano seguinte, foi a décima sétima.
Na semana que terminou a 5 de Novembro de 2011, o remix de "Party" estreou no segundo posto da tabela de singles internacionais da Coreia do Sul, registando um número de 85 143 exemplares em lojas digitais naquele território.
| País — Tabela musical (2011/12)                             | Posição de pico |
| ----------------------------------------------------------- | --------------- |
| Coreia do Sul — Gaon International Chart Versão com J. Cole | 2               |
| Coreia do Sul — Gaon International Singles Chart            | 19              |
| Estados Unidos — Billboard Hot 100                          | 50              |
| Estados Unidos — Hot R&B/Hip-Hop Songs (Billboard)          | 2               |
| Estados Unidos — Rhythmic Songs (Billboard)                 | 18              |
| Estados Unidos — Adult R&B Songs (Billboard)                | 21              |

| País — Tabela musical (2011)                                | Posição |
| ----------------------------------------------------------- | ------- |
| Estados Unidos — Hot R&B/Hip-Hop Songs (Billboard)          | 60      |
| País — Tabela musical (2012)                                | Posição |
| Coreia do Sul — Gaon International Chart Versão com J. Cole | 73      |
| Estados Unidos — Hot R&B/Hip-Hop Songs (Billboard)          | 17      |

## Créditos
| - Beyoncé Knowles – vocais, produtora, escritora - Alex Asher – trombone - André 3000 – vocals, songwriter - Jeff Bhasker – producer, songwriter - Consequence – background vocais - Douglas Davis – escritor - Andrew Dawson – gravador - Edwin Delahoz – engenheiro assistente - Serban Ghenea – mixer - Cole Kamen-Green – trompete - John Hanes – engenheiro de mixagem | - Gaylord Holomalia – engenheiro assistente - Christian Mochizuki – engenheiro assistente - Serge Nudel – engenheiro assistente - Morgan Price – tenor, baritone saxophone - Drew Sayers – tenor, baritone saxophone - Phil Seaford – engenheiro assistente de mixagem - Nick Videen – tenor, alto saxophone - Ricky Walters – escritor - Kanye West – background vocaiss, produtor, escritor - Josiah Woodson – trumpete - Jordan "DJ Swivel" Young – gravação dos vocais |

## Histórico de lançamento
| País           | Data                  | Formato          | Gravadora  |
| -------------- | --------------------- | ---------------- | ---------- |
| Estados Unidos | 30 de Agosto de 2011  | Rádio Urbana     | Sony Music |
| Austrália      | 24 de Outubro de 2011 | Download digital | Sony Music |
| Áustria        | 24 de Outubro de 2011 | Download digital | Sony Music |
| Bélgica        | 24 de Outubro de 2011 | Download digital | Sony Music |
| Canadá         | 24 de Outubro de 2011 | Download digital | Sony Music |
| Dinamarca      | 24 de Outubro de 2011 | Download digital | Sony Music |
| Espanha        | 24 de Outubro de 2011 | Download digital | Sony Music |
| Estados Unidos | 24 de Outubro de 2011 | Download digital | Sony Music |
| Finlândia      | 24 de Outubro de 2011 | Download digital | Sony Music |
| França         | 24 de Outubro de 2011 | Download digital | Sony Music |
| Grécia         | 24 de Outubro de 2011 | Download digital | Sony Music |
| Países Baixos  | 24 de Outubro de 2011 | Download digital | Sony Music |
| Irlanda        | 24 de Outubro de 2011 | Download digital | Sony Music |
| Itália         | 24 de Outubro de 2011 | Download digital | Sony Music |
| Luxemburgo     | 24 de Outubro de 2011 | Download digital | Sony Music |
| México         | 24 de Outubro de 2011 | Download digital | Sony Music |
| Noruega        | 24 de Outubro de 2011 | Download digital | Sony Music |
| Nova Zelândia  | 24 de Outubro de 2011 | Download digital | Sony Music |
| Portugal       | 24 de Outubro de 2011 | Download digital | Sony Music |
| Suécia         | 24 de Outubro de 2011 | Download digital | Sony Music |
| Suíça          | 24 de Outubro de 2011 | Download digital | Sony Music |
| Coreia do Sul  | 31 de Outubro de 2011 | Download digital | Sony Music |